# Alydidae
Famille
Synonymes
- Alydides Amyot & Serville, 1843[2]
- famille Coriscidae Stichel, 1925[2]

Les Alydidae sont une famille d'insectes du sous-ordre des hétéroptères (punaises).

## Description
Ces punaises ont le corps généralement mince et allongé (entre 8 et 20 mm), avec parfois une tête très allongée (Dulichius, Trachelium). Certaines espèces sont myrmécomorphes, particulièrement chez les juvéniles. Les antennes sont insérées sur la face supérieure de la tête. Les buccules enserrant le rostre sont courtes, ne s'étendant pas au-delà de la base des antennes (à la différence des Coreidae). Le vertex est plus long que le bord antérieur du scutellum (ce qui les distingue des Stenocephalidae). La membrane de l'hémélytre présente de nombreuses veines. La corie s'allonge le long du bord costal de l'aile antérieure,,.

## Répartition
Cette famille est cosmopolite, la plus grande diversité se rencontrant dans les régions subtropicales et tropicales.

## Biologie
Les Alydidae ont des glandes odorantes dont le principal rôle est répulsif face aux prédateurs. Certaines espèces possèdent des phéromones d'agrégation dans leurs glandes odorantes.

### Cycle de vie
Les œufs sont massifs et globuleux de type Pentatomorphe sans pseudo-opercule, le chorion se déchirent donc longitudinalement de manière irrégulière lors de l'éclosion.
Il y a 5 stades juvéniles qui se succèdent par des mues dont la durée de développement varie selon les espèces et la température. En France, toutes les espèces sont myrmécomorphes aux stades I à III puis s’estompent aux stades IV et V. Il est possible que les juvéniles se servent des fourmilières comme refuge hivernal.

### Alimentation
Il s'agit d'une famille phytophage, se nourrissant de parties végétales et de graines, mûres ou non. Les Micrelytrinae se nourrissent principalement d'herbes, y compris le riz,. Elles sont souvent polyphages et peuvent se nourrir d’une à plusieurs familles de plantes. Mais elles ajoutent un régime coprophage et/ou nécrophage par manque de protéines animales. Elles ponctionnent donc des exsudations de cadavres et de matières fécales lorsque c’est nécessaire. Une hypothèse propose que certaines espèces soient myrmécophiles au stade juvénile, se nourrissant des œufs présents dans les fourmilières qu’elles infiltrent. Mais ça n’a pas été prouvé, des individus ont été observés dans les fourmilières, mais pas en train de se nourrir.

### Impact sur les cultures
Quelques espèces peuvent s'en prendre aux cultures: Camptotus lateralis à celle d'alfalfa au sud de l'Eurasie et en Afrique du Nord, Leptocorisa acuta à celle du riz, et différentes espèces de Riptortus ainsi que Mirperus jaculus aux haricots (Phaseolus et autres genres), de l'Afrique de l'Ouest au Japon.

## Classification
Les Alydidae ont été décrits par les entomologistes français Charles Jean Baptiste Amyot et Jean Guillaume Audinet Serville en 1843, sous le nom initial d'Alydides. Stål les a traités comme une sous-famille des Coreidae. Schaefer les a placés au rang de famille en 1964, et élève les tribus au rang de sous-familles. La tribu des Leptocorisini a parfois été considérée comme une sous-famille à part entière. Les analyses phylogénétiques de X. Li et Zheng en 1993 et 1996 concluent à la monophylie des Alydidae, des Alydinae et des Micrelytrinae. Au sein des Alydinae, le genre Daclera, parfois placé dans une tribu à part, les Daclerini, est le groupe frère des autres Alydinae,.
La famille compte plus d'une cinquantaine de genres (54 selon Schuh et Weirauch) pour plus de 280 espèces. Elle fait partie de la super-famille des Coreoidea, au sein des Pentatomomorpha. En France, la famille est représentée par 5 espèces.

### Fossiles
Plusieurs fossiles d'Alydidae ont été retrouvés. Le plus ancien remonte au Jurassique moyen, entre le Callovien et l'Oxfordien (-166 à −157 millions d'années). Ils correspondent à dix espèces, chacune dans un genre différent, dont quatre genres actuels, Alydus, Daclera, Cydamus et Protenor, et l'un dans une sous-famille fossile séparée, les †Monstrocoreinae.

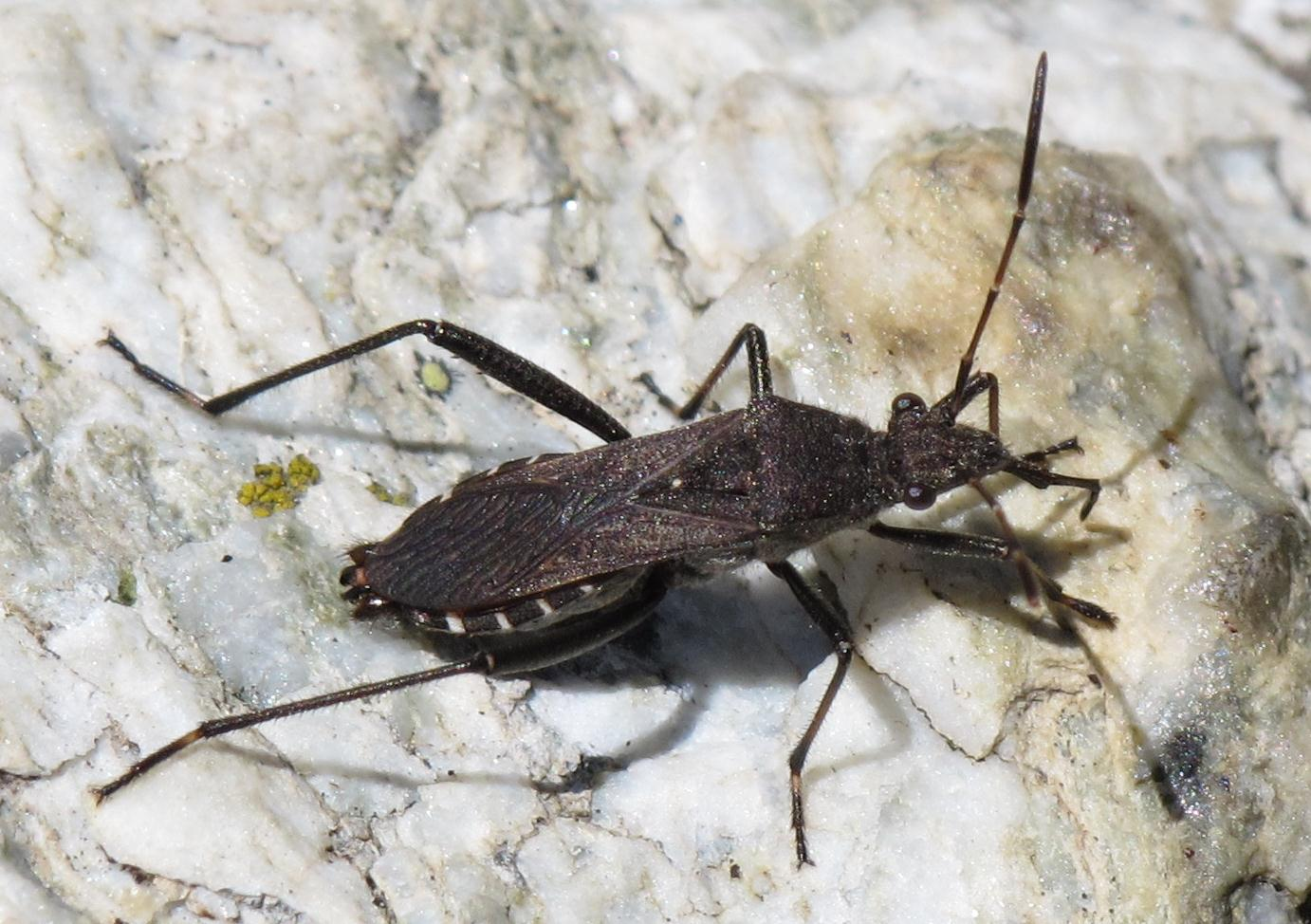
Alydinae : Alydus calcaratus, Zermatt
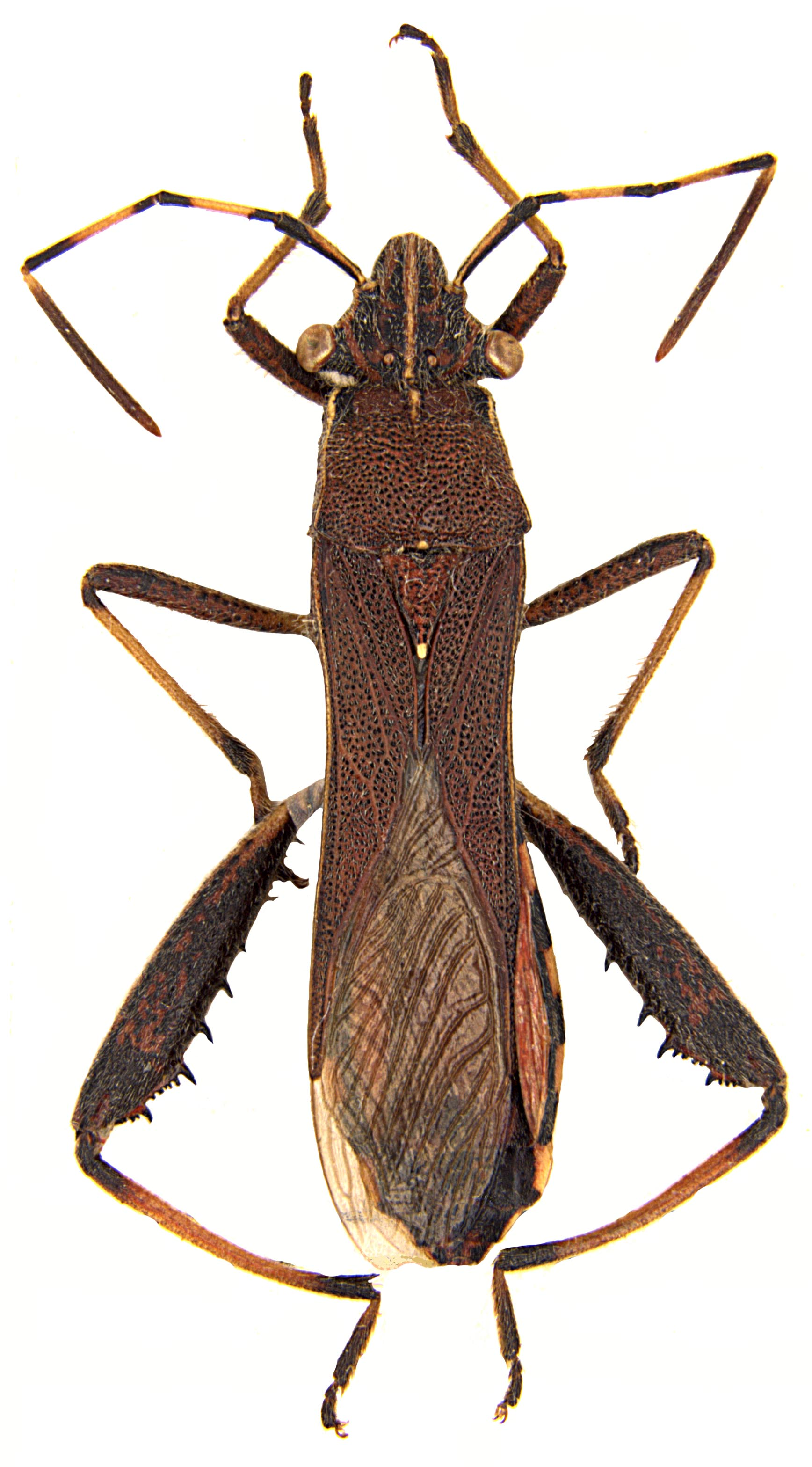
Alydinae : Camptotus lateralis, Zoologischen Staatssammlung Munich
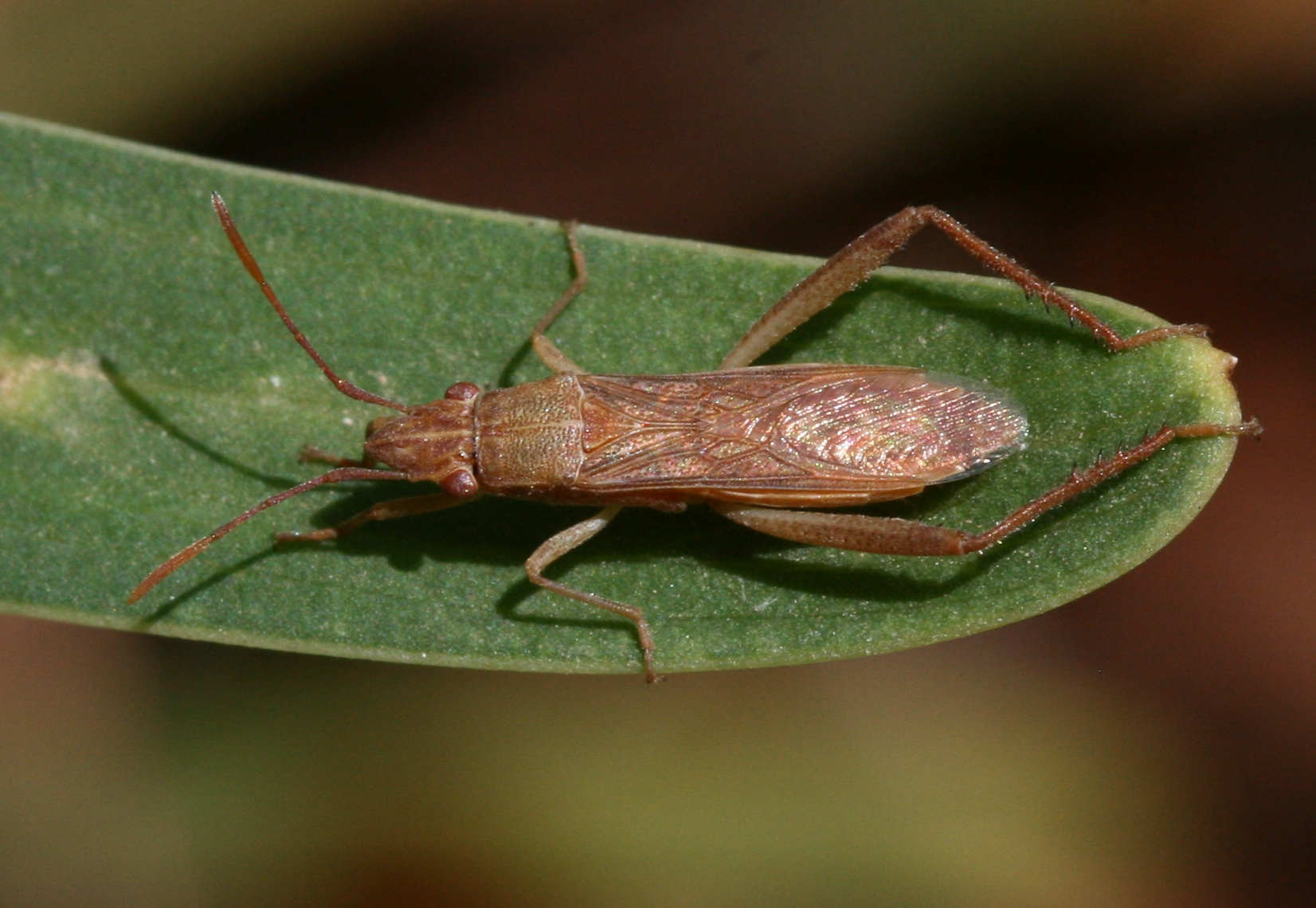
Alydinae : Nemausus sordidatus, Fuerteventura (Canaries)
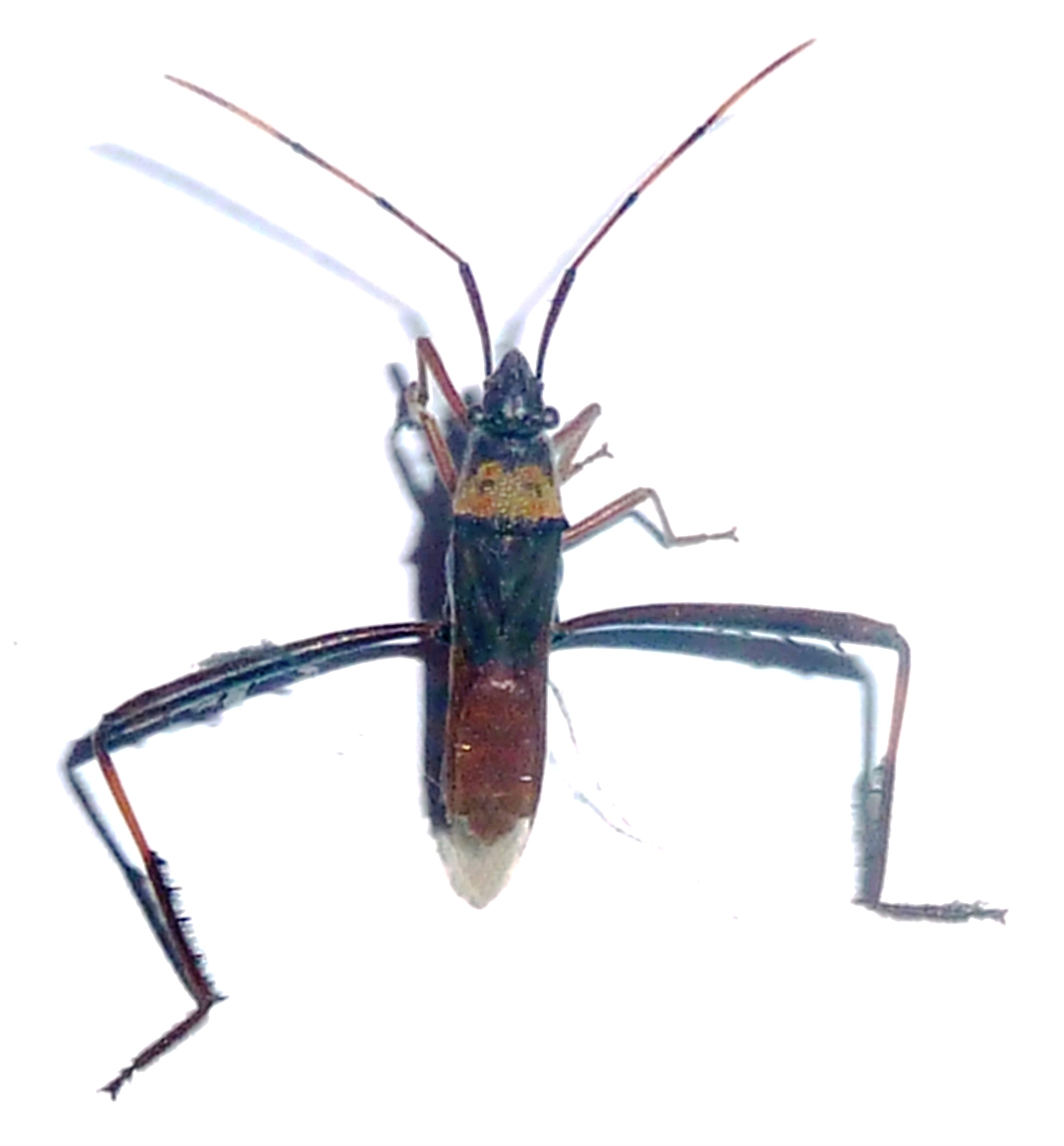
Alydinae : Hypselopus gigas, Pretoria, Afrique du Sud
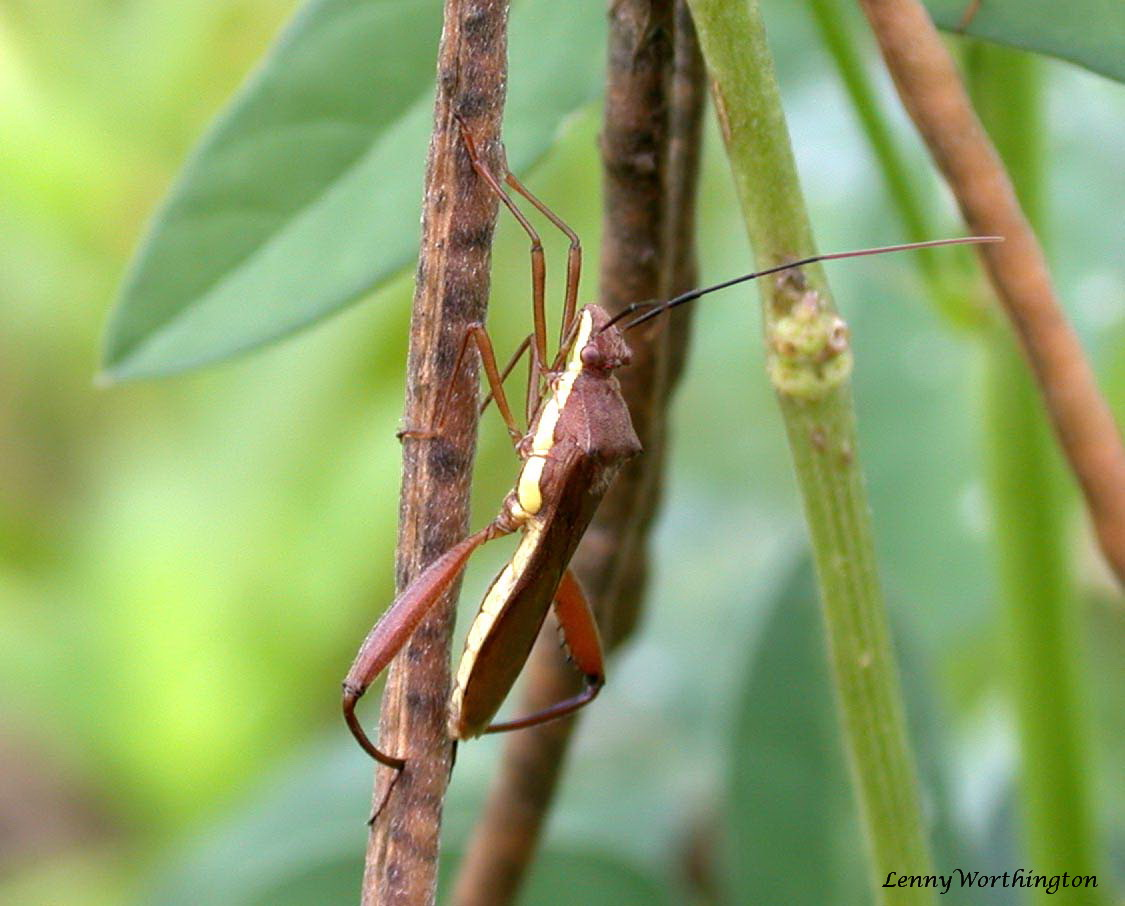
Alydinae : Riptortus linearis, Thaïlande
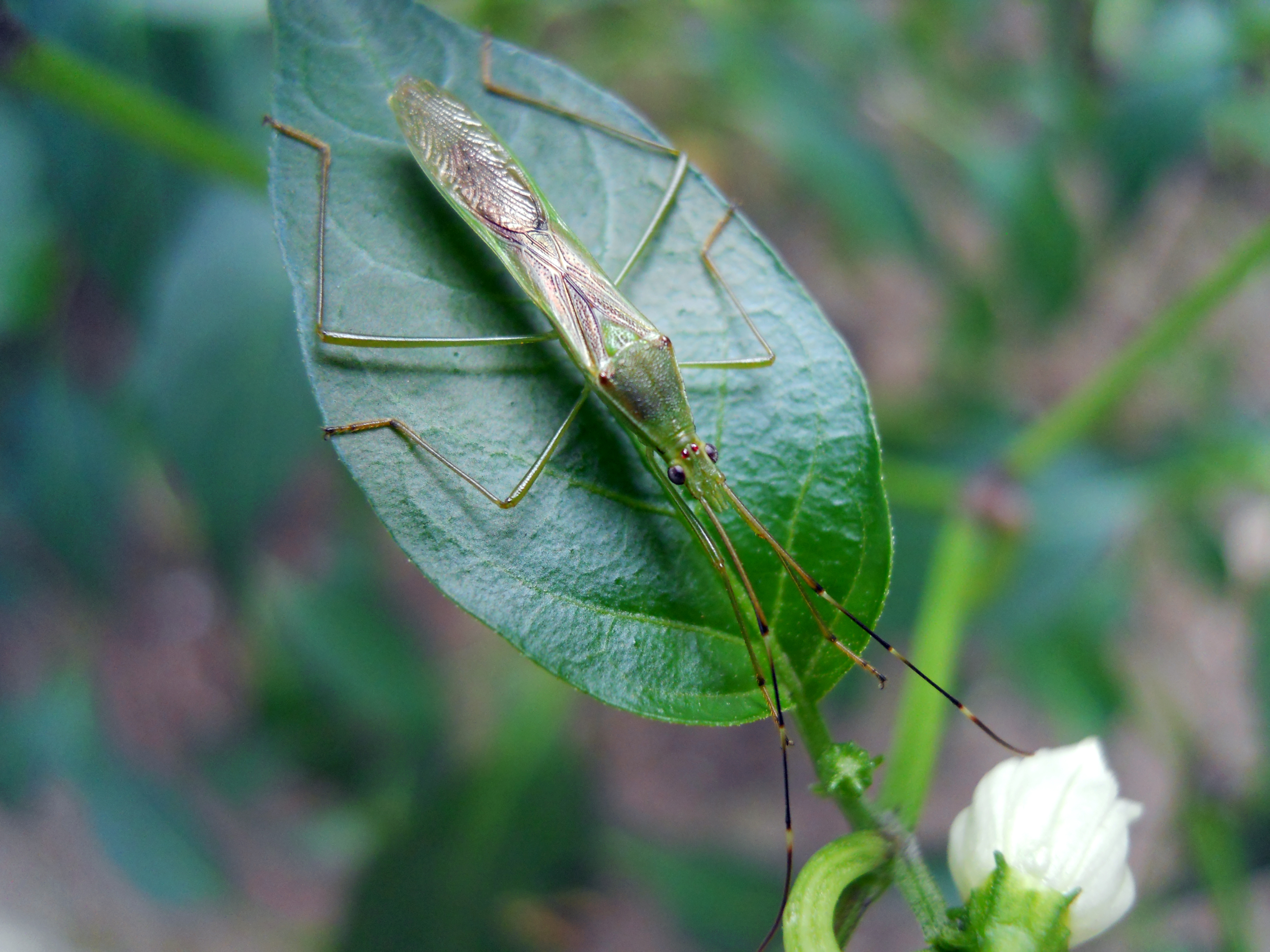
Micrelytrinae, Leptocorisini : Leptocorisa acuta
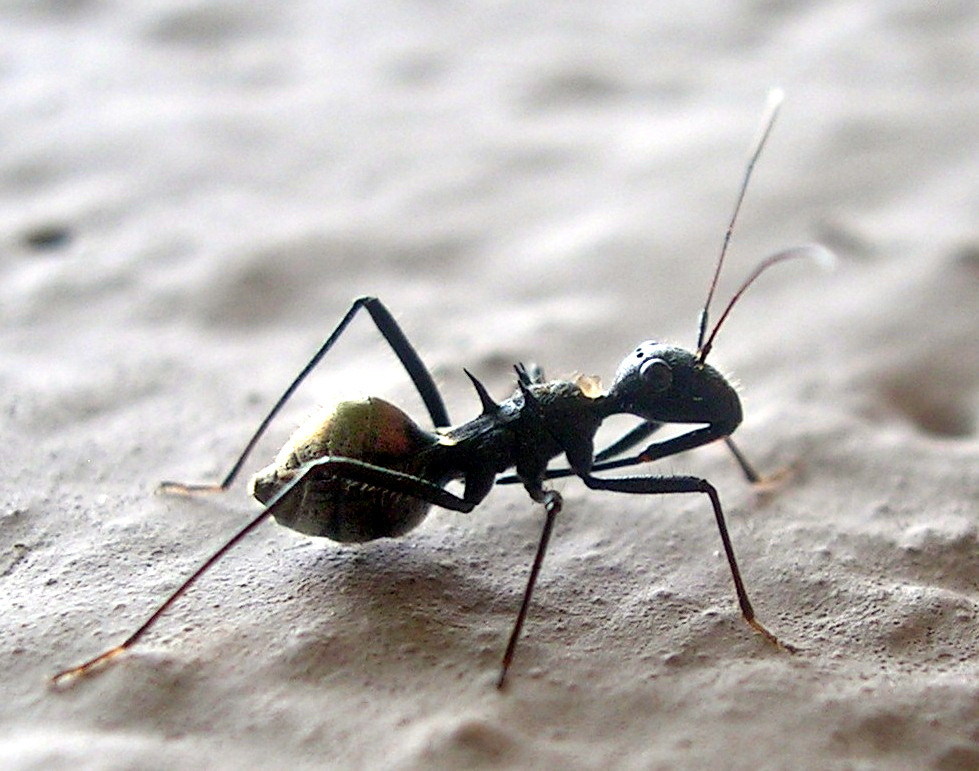
Micrelytrinae, Micrelytrini: Dulichius inflatus, Bangalore (Inde)
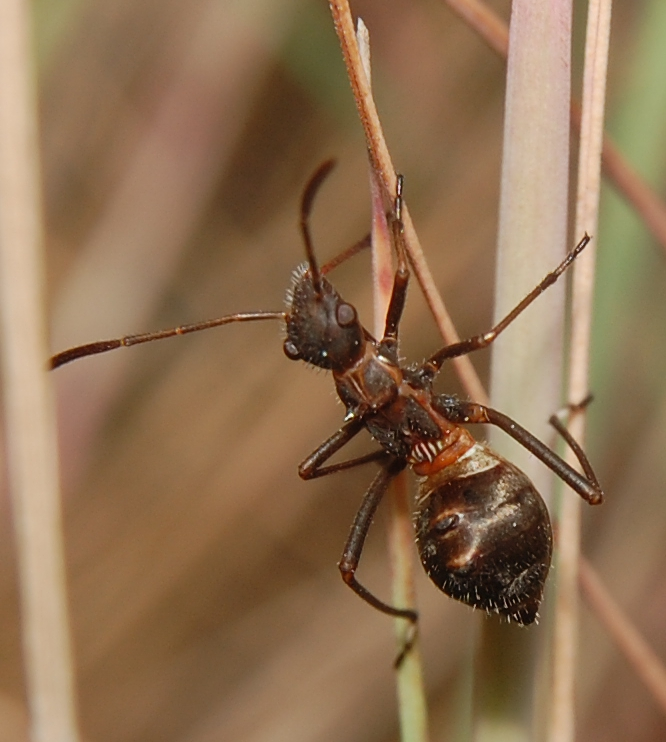
Juvénile myrmécomorphe d'Alydus calcaratus, à Berlin.
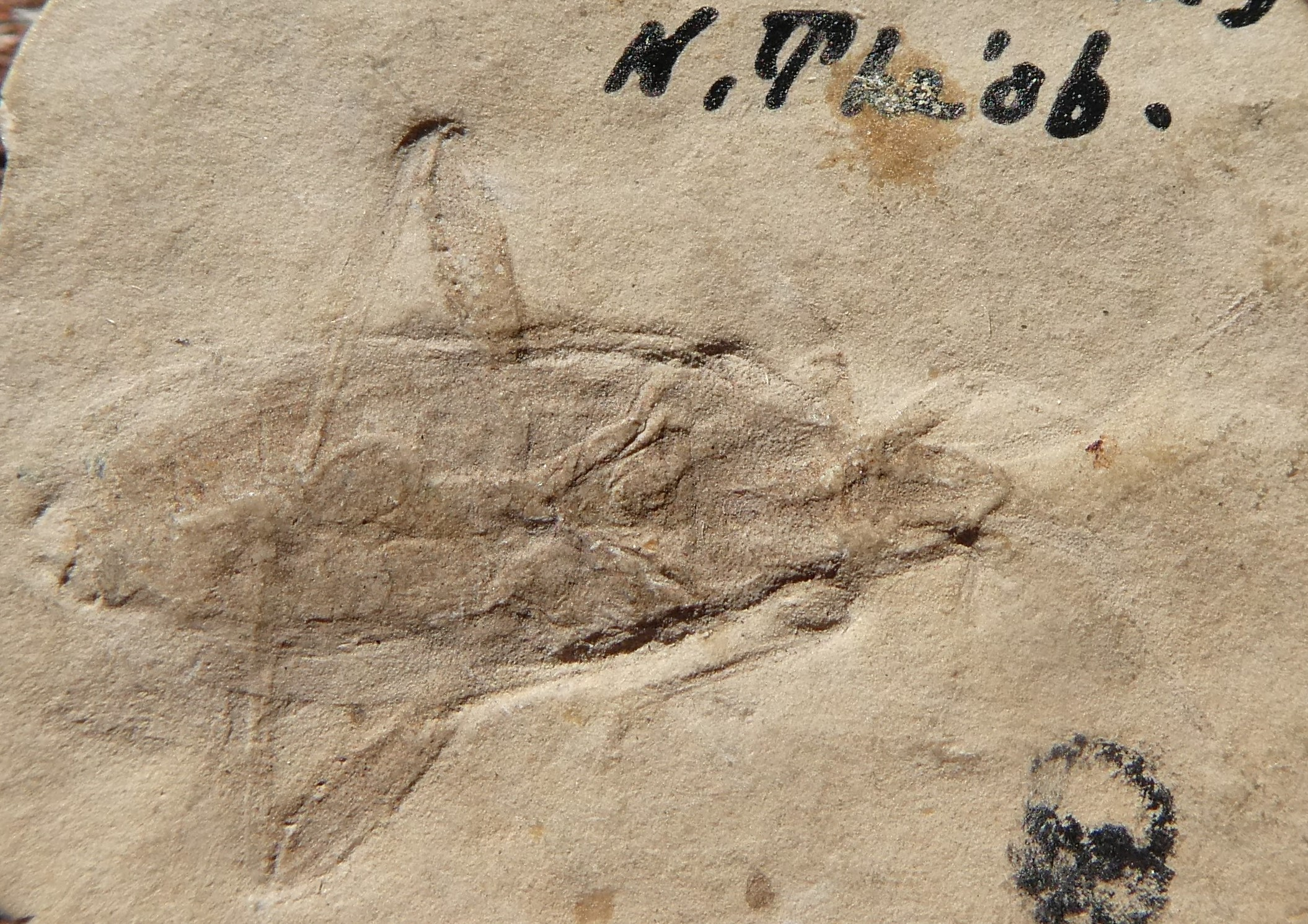
Daclera naturalis, Alydinae fossile du  Chattien (-28 à -23 millions d'années) trouvé dans les Bouches-du-Rhône (France).

### Liste des sous-familles, tribus et genres
Selon BioLib (6 août 2022) :
- sous-famille Alydinae Amyot & Audinet-Serville, 1843
  - genre Alydus Fabricius, 1803
  - genre Apidaurus Stål, 1870
  - genre Burtinus Stål, 1860
  - genre Camptopus Amyot & Audinet-Serville, 1843
  - genre Daclera Signoret, 1863 (parfois considéré dans une tribu monotypique propre, les Daclerini)
  - genre Euthetus Dallas, 1852
  - genre Hamedius Stål, 1860
  - genre Heegeria Reuter, 1881
  - genre Hyalymenus Amyot & Audinet-Serville, 1843
  - genre Hypselopus Burmeister, 1835
  - genre Megalotomus Fieber, 1860
  - genre Melanacanthus Stål, 1873
  - genre Mirperus Stål, 1860
  - genre Nariscus Stål, 1866
  - genre Nemausus Stål, 1866
  - genre Neomegalotomus Schaffner & Schaefer, 1998
  - genre Oxycranum Bergroth, 1910
  - genre Riptortus Stål, 1860
  - genre Robustocephalus Ahmad, Abbas, Shadab & Khan, 1979
  - genre Stachiocnemus Stål, 1870
  - genre Tenosius Stål, 1860
  - genre Tollius Stål, 1870
  - genre Tupalus Stål, 1860
  - genre Zulubius Bergroth, 1894
- sous-famille Microelytrinae Stål, 1868
  - tribu Leptocorisini Stål, 1872
    - genre Bloeteocoris Ahmad, 1965
    - genre Grypocephalus Hsiao, 1963
    - genre Leptocorisa Latreille, 1829
    - genre Mutusca Stål, 1866
    - genre Stenocoris Burmeister, 1839

  - tribu Micrelytrini Stål, 1868
    - genre Acestra Dallas, 1852
    - genre Anacestra Hsiao, 1964
    - genre Bactrocoris Kormilev, 1953
    - genre Bactrodosoma Stål, 1860
    - genre Bactrophya Breddin, 1901
    - genre Bactrophyamixia Brailovsky, 1991
    - genre Calamocoris Breddin, 1901
    - genre Cydamus Stål, 1860
    - genre Darmistus Stål, 1860
    - genre Dulichius Stål, 1866
    - genre Esperanza Barber, 1906
    - genre Eudarmistus Breddin, 1903
    - genre Longicoris Ahmad, 1968
    - genre Marcius Stål, 1865
    - genre Micrelytra Laporte de Castelnau, 1833
    - genre Paramarcius Hsiao, 1964
    - genre Paraplesius Scott, 1874
    - genre Protenor Stål, 1868
    - genre Slateria Ahmad, 1965
    - genre Stachyolobus Stål, 1871
    - genre Trachelium Herrich-Schäffer, 1850
    - genre Tuberculiformia Ahmad, 1967

  - tribu Noliphini Ahmad, 1965
    - genre Cosmoleptus Stål, 1873
    - genre Lyrnessus Stål, 1862
    - genre Noliphus Stål, 1859
    - genre †Eothes Scudder, 1890 (syn: Orthriocorisa Scudder, 1890)

  - genre †Willershausenia Popov, 2007
- sous-famille †Monstrocoreinae Popov, 1968
  - genre †Monstrocoreus Popov, 1968
- genre †Heeralydus Štys, 1975
- genre †Leptoserinetha Théobald, 1937
- genre †Sulcalydus Štys, 1975